# Salomon Frederik van Oss
Salomon Frederik (Fred) van Oss (Vierlingsbeek, 10 april 1868 – Wassenaar, 31 januari 1949) was een Nederlandse journalist, uitgever en bankier.

## Biografie
Van Oss groeide in Vierlingsbeek op in een welgesteld joods gezin. In 1888 vertrok hij naar Londen, waar hij begon als freelance correspondent van het Algemeen Handelsblad. Daarnaast schreef hij voor een groot aantal andere bladen, steeds meer over financiële zaken. Van begin 1890 tot de zomer van 1892 maakte hij een reis door Noord-Amerika, waarna hij als specialist op het gebied van de Amerikaanse spoorwegen gold. In 1895 reisde hij naar Zuid-Afrika om de werkelijke waarde van de goudmijnen te onderzoeken. Mede omdat hij tijdens de Tweede Boerenoorlog zijn artikelen in de Engelse pers moeilijk kon plaatsen reisde hij van 1899 tot en met 1901 veelvuldig naar Rusland in opdracht van een Engels consortium dat een concessie voor een nieuwe spoorweg trachtte te verwerven.
In 1902 keerde Van Oss terug naar Nederland en werd hoofdredacteur-directeur van het drie keer per week bij P. Noordhoff in Groningen verschijnende blad De nieuwe Financier en Kapitalist. In 1903 begon hij met de uitgave van Van Oss' effectenboek, dat tot 1978 jaarlijks zou blijven verschijnen. Bovendien opende hij het Effectenkantoor van Van Oss & Co. In 1905 verhuisde van Oss naar Den Haag, met zijn bank die in 1910 in de NV Van Oss & Co.’s Bank werd omgezet. In 1913 beëindigde hij zijn bankzaken, en daarmee zijn tegenstrijdige positie omdat hij streed tegen dubieuze effectentransacties, maar zelf ook deelnam aan riskante ondernemingen, zoals de oprichting van de Oklahoma Central Railroad.
In januari 1914 richtte van Oss een nieuw weekblad, de Haagsche Post op, waarvan hij tot 1933 directeur en tot zijn dood eigenaar bleef. Ook schreef hij zelf regelmatig bijdragen voor het weekblad, onder eigen naam bijvoorbeeld over de Conferentie van Spa en onder het pseudoniem Johan Goerée d'Overflacquée het "geheim dagboek". In 1924 richtte van Oss het Haagsch Maandblad op. Dit werd echter geen succes en werd onder de redactie van William Westerman ook steeds antidemocratischer. In 1934 gaf van Oss het maandblad cadeau aan de redacteur. In 1923 richtte hij samen met Joes Leopold H.P. Leopold's Uitgevers-Maatschappij op. De eerste uitgave vormde Oostwaarts, een bundel in de HP verschenen reisverhalen van Couperus over Indië. Onder leiding van Leopold, die in 1933 door zijn zoon Rob werd opgevolgd, ontwikkelde zij zich tot een belangrijke uitgeverij van literatuur en kinderboeken. Tijdens de Tweede Wereldoorlog verloor van Oss de controle over zijn ondernemingen, maar wegens zijn huwelijk met een niet-Joodse vrouw werd hij verder ongemoeid gelaten. Hij gebruikte de tijd om fictie en non-fictie te schrijven.
Van Oss liet in de Haagsche Post ruimte voor alle mogelijke meningen, maar was zelf weinig ingenomen met het politieke bedrijf. Hij was een bewonderaar van Mussolini, maar vond het fascisme voor Nederland minder geschikt.

## Trivia
Van Oss waarschuwde tegen het beleggen in Russische effecten en aandelen Koninklijke Olie. Hij gaf later toe dat hij in het eerste geval wel, in het tweede geval geen gelijk had gehad,
Langs het voormalige tracé van de Oklahoma Central Railroad ligt het naar Van Oss genoemde plaatsje Vanoss.

## Publicaties
- American railroads as Investments, Londen [etc.], 1893
- Amerikaansche spoorwegwaarden, Groningen, 1903
- Duitschland in den wereldhandel, 's-Gravenhage, 1917
- Johan Goerée d'Over-flacquée [pseud. van S.F. van Oss], Uit een geheim dagboek, 1918-1919, Hollandsche Publiciteitsmaatschappĳ, 's-Gravenhage, 1932[2]
- Dingen op komst, Haagsche Post, 's-Gravenhage, 1934
- Bijna waar, Leopold, 's-Gravenhage, 1945
- Vijftig jaren journalist , Leopold, 's-Gravenhage, 1946
- Dorp in Brabant, Leopold, 's-Gravenhage, 1946
- Het eiland, Leopold, s-Gravenhage, 1946